# Kunstschule im Rogaland

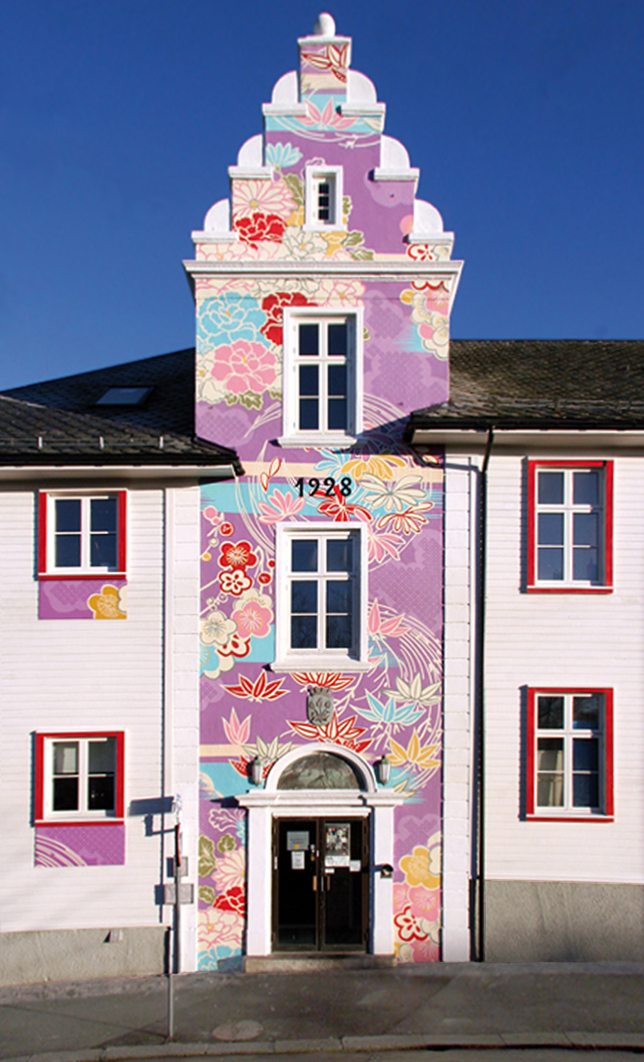
Flower Tower, Haupteingang der Kunstschule

Die Kunstschule im Rogaland wurde 1978 als Privatschule in der norwegischen Stadt Stavanger eröffnet. Die Geschichte der Schule geht auf das Jahr 1957 zurück, als der Verein der Bildenden Künste im Rogaland ein Atelier im Stavanger Kunstvereins bezog. Dies bildete die Grundlage für die heutige Kunstschule.
Die Schule befindet sich in der Straße Birkelandsgate 2–4. Ursprünglich standen hier zwei Holzhäuser aus den 1880er Jahren. Sie wurden 1928 durch einen Treppenturm verbunden und bekamen ein gemeinsames Dach sowie eine Rabitzputzfassade. Im Jahr 2007 wurde die Fassade renoviert und zu einem Kunstprojekt erklärt. Der Künstler Michael Lin arbeitete mit der Kunstschule zusammen an dem Projekt, das fortan als Flower Tower bezeichnet wurde. Im folgenden Jahr wurde Stavanger Kulturhauptstadt Europas und der Flower Tower war Teil des Programms Stavanger2008. Der Turm markiert heute den Eingang in die Kunstschule.
Im Jahr 2009 wurde die Schule vom Nasjonalt organ for kvalitet I utdanning (NOKUT) als Fachschule anerkannt. NOKUT ist eine staatliche Behörde, die dem Ministerium für Bildung und Forschung untersteht.

## Ausbildung
Die Ausbildung bietet eine grundlegende Einführung in die Fächer der Malerei sowie deren Techniken und Methoden, Bildhauerkunst, Architektur und Modellbau, Grafik, Webdesign und Foto- und Videokunst. Neben diesen werden auch kreative Methoden, Performance und konzeptionelle Kunst gelehrt. Der Theorieunterricht wird projektbasierend begleitet.

## Bekannte Projekte
Die Kunstschule gestaltete das Transformatorengebäude der Firma Lyse energi im Stadtteil Madla und machte dadurch auch im Kulturbüro auf sich aufmerksam. Anders Moss, ein Erstsemester an der Schule gewann den Wettbewerb um den Entwurf. Eine Aufgabe bestand darin, im Hauptentwurf Platz für die Entwürfe anderer Studenten zu belassen. Moss schaffte dies anhand integrierter Fernseher, deren Bildschirme die Konkurrenzentwürfe darstellen. Er ging im Anschluss auf die Kungliga Konsthögskolan in Stockholm.
Talisman Energy Norge lud im Jahr 2009 zu einem Wettbewerb ein. Ausgelobt wurde die Verschönerung eines Treppenhauses für ein neues Wohnmodul auf der Ölplattform Ymefelt. Der Entwurf von Marie Ramstrøm gewann den Wettbewerb und auf Grund der Vielzahl an qualitativ hochwertigen Arbeiten kaufte das Unternehmen weitere Entwürfe für andere Räume an.